# Craig Armstrong
Pour les articles homonymes, voir Armstrong.
Craig Armstrong est un compositeur et arrangeur britannique, né le 29 avril 1959 à Glasgow en Écosse.

## Biographie
Craig Armstrong a notamment contribué aux arrangements de U2, Texas, Madonna (sur Frozen), The Future Sound of London et surtout sur les albums de Massive Attack, qui d'ailleurs le produisent sur leur label Melankolic.
Il est par ailleurs compositeur de musique de films, notamment à l'origine de la musique des œuvres du réalisateur australien Baz Luhrmann, tant de ses longs-métrages (Roméo + Juliette, Moulin Rouge) que ses courts-métrages (Publicité Chanel no 5 en 2004).
Un de ses titres les plus connus, This Love, de l'album The Space Between Us a été repris dans de nombreux films, notamment Sexe Intentions, et dans diverses séries sous forme de reprise (New York 911, …). Elle est chantée par la chanteuse des Cocteau Twins, Elizabeth Fraser.
Son morceau Escape, issu du film Guns 1748, est ainsi fréquemment utilisé comme habillage sonore de nombreux reportages télévisés.
En 2009, il coopère avec Charlie Clouser pour la composition du principal morceau All Planned de la bande originale de Saw 6.

## Discographie

### Travaux indépendants
- 1998 : The Space Between Us
- 2002 : As If To Nothing
- 2004 : Piano Works
- 2005 : Film Works 1995 - 2005
- 2005 : The Dolls (The Dolls : Vladislav Delay, Antye Greie et Craig Armstrong)
- 2006 : Piano Works The Film
- 2008 : Memory Takes My Hand
- 2014 : It's Nearly Tomorrow
- 2018 : Sun on You
- 2020 : The Edge Of The Sea
- 2021 : Nocturnes Music For 2 Pianos

### Cinéma
- 1996 : Roméo + Juliette (Romeo + Juliet) de Baz Luhrmann
- 1997 : Orphans de Peter Mullan
- 1999 : Guns 1748 (Plunkett & Macleane) de Jake Scott
- 1999 : Un coup d'enfer (Best Laid Plans) de Mike Barker
- 1999 : Bone Collector de Phillip Noyce
- 2001 : Moulin Rouge de Baz Luhrmann
- 2001 : Le Baiser mortel du dragon (Kiss of the Dragon) de Chris Nahon
- 2002 : The Magdalene Sisters de Peter Mullan
- 2002 : Un Américain bien tranquille (The Quiet American) de Phillip Noyce
- 2003 : Love Actually de Richard Curtis
- 2004 : L'Enlèvement (The Clearing) de Pieter Jan Brugge
- 2004 : Ray de Taylor Hackford
- 2004 : Layer Cake  de  Matthew Vaughn : Ruthless Gravity
- 2005 : Terrain d'entente (Fever Pitch) des Peter et Bobby Farrelly
- 2005 : La Main au collier (Must Love Dogs) de Gary David Goldberg
- 2006 : World Trade Center de Oliver Stone
- 2007 : Elizabeth : L'Âge d'or (Elizabeth: The Golden Age) de Shekhar Kapur (en collaboration avec Allah Rakha Rahman)
- 2008 : The Day After Peace de Jeremy Gilley
- 2008 : L'Incroyable Hulk (The Incredible Hulk) de Louis Leterrier
- 2010 : Wall Street : L'argent ne dort jamais (Wall Street: Money Never Sleeps) d'Oliver Stone
- 2010 : Neds de Peter Mullan
- 2011 : Time Out (In Time) de Andrew Niccol
- 2013 : Gatsby le Magnifique (The Great Gatsby) de Baz Luhrmann
- 2015 : Loin de la foule déchaînée (Far from the Madding Crowd) de Thomas Vinterberg
- 2015 : Docteur Frankenstein (Victor Frankenstein) de Paul McGuigan
- 2016 : Avant toi (Me Before You) de Thea Sharrock
- 2016 : Snowden d'Oliver Stone
- 2016 : Bridget Jones Baby (Bridget Jones's Baby) de Sharon Maguire
- 2019 : The Burnt Orange Heresy de Giuseppe Capotondi

### Télévision
- 1995 : Fridge de Peter Mullan
- 1999 : Your Country de Matthew Beecroft
- 2000 : La montagna cava de Francesco Cabras et Alberto Molinari
- 2002 : Al cuore de Fabio Fiandrini
- 2003 : Hide & Seek (Vogue) de Nicholas Livesey
- 2004 : Chanel N°5: The Film de Baz Luhrmann
- 2006 : Everyone Is Beautiful John Galliano Show de Nick Knight
- 2014 : Dreamland de Xhulio Joka

### Séries télévisées
- 1989 : Winners and Losers (mini-série) (3 épisodes)
- 1996 : London Bridge (6 épisodes)
- 2001 : Six Feet Under, saison 1, épisode 6
- 2003 : Close Encounters with Keith Barry
- 2007 : Monsters We Met (série documentaire) (2 épisodes) (non crédité)
- 2012-2013 : Une autre histoire de l'Amérique (The Untold History of the United States) (9 épisodes)

## Utilisation de sa musique au cinéma
- La chanson Let's go out tonight est utilisée dans The Dancer de Frédéric Garson (2000), Laurence Anyways de Xavier Dolan (2012), Aloha de Cameron Crowe (2015) et dans L'Innocent de Louis Garrel (2022).
- Laura's thème est utilisée dans Alice et Martin d'André Téchiné (1998) et Benjamim de Monique Gardenberg (2003).

## Distinctions
- Officier de l'ordre de l'Empire britannique (OBE)[1]